# Гней Корнелий Кос
Вижте пояснителната страница за други личности с името Гней Корнелий Кос.
Гней Корнелий Кос (на латински: Cnaeus Cornelius Cossus) e политик на Римската република от фамилията Корнелии през 5 век пр.н.е.
През 414 пр.н.е. той е консулски военен трибун (Tribunus militum consulari potestate). Неговите колеги са Квинт Фабий Вибулан Амбуст, Луций Валерий Поцит и Марк Постумий Алб Региленсис.
През 409 пр.н.е. е консул с Луций Фурий Медулин и водят военни кампании против волските.